# Nevado de Toluca
Le Nevado de Toluca ou Xinantécatl est un volcan du Mexique.

## Géographie
Il est situé à proximité de la vallée de Toluca dans l'État de Mexico. C'est le quatrième plus haut sommet du pays, après le pic d'Orizaba, le Popocatepetl et l'Iztaccíhuatl, haut de 4 645 mètres, suivi de la sierra Negra. Son nom amérindien Xinantécatl provient probablement du nahuatl.

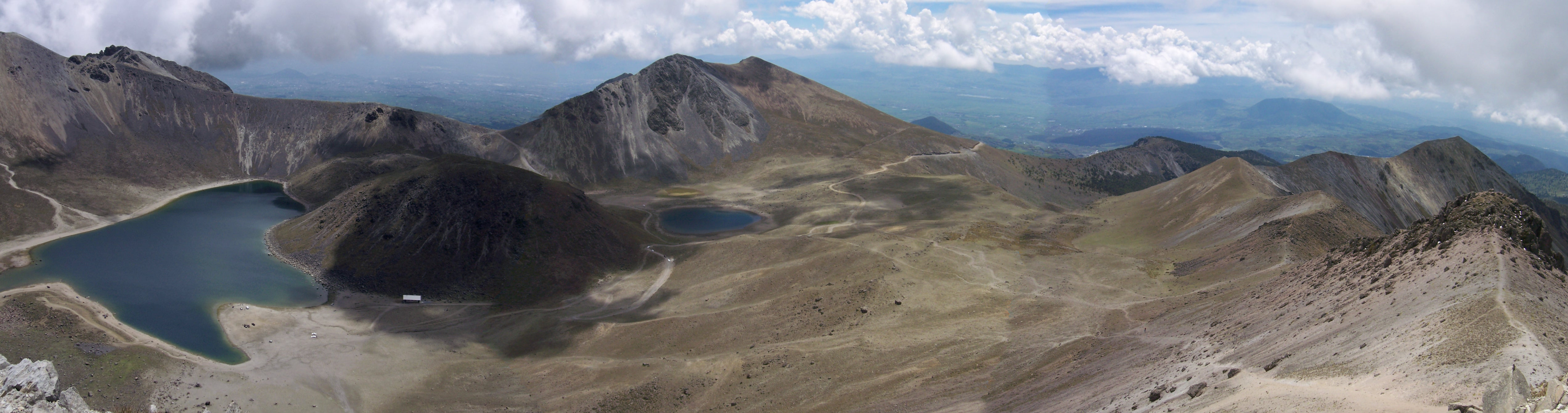
Vue panoramique du cratère du Nevado de Toluca avec à gauche le Lago del Sol et au centre le Lago de la Luna.

Vue panoramique à 360° du cratère du volcan Nevado de Toluca, à 120 km à l'est le Popocatepetl émerge des nuages